# 프리한마켓10
《프리한마켓10》은 O'live에서 방영된 프로그램이다.

## 방송 시간
| 방송 채널 | 방송 기간                         | 방송 시간                       | 비고        |
| --------- | --------------------------------- | ------------------------------- | ----------- |
| O'live    | 2019년 5월 22일 ~ 2019년 5월 29일 | 매주 수요일 밤 8:50 ~ 9:45      | 파일럿 방송 |
| O'live    | 2019년 7월 3일 ~ 2019년 11월 6일  | 매주 수요일 밤 8:50 ~ 9:45      | 독립 편성   |
| O'live    | 2020년 4월 1일 ~ 2020년 6월 17일  | 매주 수요일 저녁 7:50 ~ 밤 8:45 | 독립 편성   |
| O'live    | 2020년 7월 6일 ~ 2020년 9월 21일  | 매주 월요일 저녁 7:50 ~ 밤 8:45 | 독립 편성   |

## 개요
쇼핑 아이템에 특화된, 프리 여자 아나운서들에 의한, 전무후무한 쇼핑 특화 랭킹쇼

## 방송 목록

### 파일럿
| 회차 | 방송일          | 주제                                   |
| ---- | --------------- | -------------------------------------- |
| 1회  | 2019년 5월 22일 | 우리집 품격 높이는 욕망, 리빙용품      |
| 2회  | 2019년 5월 29일 | 홈케어 끝판왕! 나 혼자 몰래쓰는 뷰티템 |

### 시즌1
| 회차 | 방송일           | 주제                                 |
| ---- | ---------------- | ------------------------------------ |
| 1회  | 2019년 7월 3일   | 태양을 피하는 여름 생존템            |
| 2회  | 2019년 7월 10일  | 홈트레이닝 핫템                      |
| 3회  | 2019년 7월 17일  | 바캉스 필수템                        |
| 4회  | 2019년 7월 24일  | 캠핑은 장비빨                        |
| 5회  | 2019년 7월 31일  | 여권보다 먼저 챙겨야 할 쇼핑리스트   |
| 6회  | 2019년 8월 7일   | 눕자마자 곯아떨어지는 수면템         |
| 7회  | 2019년 8월 14일  | 나를 위한 작은 사치! 디저트          |
| 8회  | 2019년 8월 21일  | 핫 셀럽 머스트템                     |
| 9회  | 2019년 8월 28일  | 지구를 살리는 작은 실천! 착한소비    |
| 10회 | 2019년 9월 4일   | 웨딩박람회                           |
| 11회 | 2019년 9월 11일  | 똑똑한 육아템                        |
| 12회 | 2019년 9월 18일  | 우리집, 특급호텔 만드는 필살기       |
| 13회 | 2019년 9월 25일  | 나만의 아지트! 홈카페                |
| 14회 | 2019년 10월 2일  | 추억소환! 뉴트로 끝판왕              |
| 15회 | 2019년 10월 9일  | 쉿! 나만 알고 싶은 마법의 안티에이징 |
| 16회 | 2019년 10월 16일 | 반려동물 행복지수 UP되는 펫 용품     |
| 17회 | 2019년 10월 23일 | 선택을 넘어 필수가 된 생활 필수템    |
| 18회 | 2019년 10월 30일 | 수분~ 살아있네! 건조와의 전쟁        |
| 19회 | 2019년 11월 6일  | 이거 하나면 라이프스타일 레벨 UP!    |

### 시즌2
| 회차 | 방송일          | 주제                                      |
| ---- | --------------- | ----------------------------------------- |
| 1회  | 2020년 4월 1일  | 바이러스 OUT! 면역력의 모든 것            |
| 2회  | 2020년 4월 8일  | 친구보다 한 살 덜 먹는 봄철 피부관리      |
| 3회  | 2020년 4월 15일 | 손 하나 까딱 않고 살 빼는 다이어트        |
| 4회  | 2020년 4월 22일 | 요알못도 셰프로 만드는 주방용품           |
| 5회  | 2020년 4월 29일 | 트렌디 라이프 스타일을 위한 필수템        |
| 6회  | 2020년 5월 6일  | 가정의 달 올킬 선물템                     |
| 7회  | 2020년 5월 13일 | 곰손도 금손으로 만드는 마법템             |
| 8회  | 2020년 5월 20일 | 나를 위한 작은 사치! 스몰 럭셔리          |
| 9회  | 2020년 5월 27일 | 우리 집이 레스토랑 되는 변신템            |
| 10회 | 2020년 6월 3일  | 아직도 몰라? SNS 대란템                   |
| 11회 | 2020년 6월 10일 | 마음은 가볍게, 손은 무겁게! 집들이 선물템 |
| 12회 | 2020년 6월 17일 | 습기와의 전쟁! 구원템                     |
| 13회 | 2020년 7월 6일  | 태양을 피하고 싶어서♪ 여름철 필수템       |
| 14회 | 2020년 7월 13일 | 들끓는 열대야 속 뜨거운 주방 탈출템       |
| 15회 | 2020년 7월 20일 | 전문가도 울고 갈 셀프 인테리어템          |
| 16회 | 2020년 7월 27일 | 한번 쓰면 계속 쓰게 되는 마성의 생활용품  |
| 17회 | 2020년 8월 3일  | 죄책감 날려버릴 잇(EAT) 다이어트템        |
| 18회 | 2020년 8월 10일 | 득템하라! 캠핑은 장비빨                   |
| 19회 | 2020년 8월 17일 | 친구보다 어려 보이는 동안템               |
| 20회 | 2020년 8월 24일 | 입안의 달콤한 사치! 디저트                |
| 21회 | 2020년 8월 31일 | 당신을 위한 귀차니즘 해결템               |
| 22회 | 2020년 9월 14일 | 너도나도 만족하는 금액별 추석선물템 1탄   |
| 23회 | 2020년 9월 21일 | 너도나도 만족하는 금액별 추석선물템 2탄   |